# Left Bank
O Left Bank é uma fintech brasileira que atua como banco digital, notória por seu posicionamento como uma instituição financeira voltada para o público de esquerda no Brasil. A proposta da empresa é oferecer uma alternativa aos bancos tradicionais, que são frequentemente associados ao mercado financeiro da Faria Lima.

## História
O Left Bank foi anunciado em meados de 2022, com um investimento inicial declarado de R$ 500 mil. Entre os seus sócios fundadores estão figuras proeminentes da política brasileira, como o ex-deputado federal Marco Maia (PT) e o ex-senador e ex-presidente da Petrobras, Jean Paul Prates (PT). A iniciativa também contou com o apoio de entidades como a Intersindical, além de integrantes ligados à CUT e à Força Sindical.
O lançamento oficial da plataforma e de seus primeiros produtos ocorreu nos meses seguintes ao anúncio. A empresa responsável pela operação é a 'LEFTBANK SERVIÇOS FINANCEIROS E CREDITO S.A., registrada com o CNPJ 37.718.019/0001-88 e sediada em São Paulo.

## Modelo de Negócios e Posicionamento Ideológico
O principal diferencial do Left Bank é seu apelo a um nicho ideológico específico. A instituição se apresenta como o "banco da esquerda", buscando atrair clientes de movimentos sociais, sindicatos, associações e indivíduos que se identificam com o espectro político progressista.
A proposta de valor inclui a promessa de reverter parte de suas receitas para projetos sociais, culturais e de comunicação ligados a causas progressistas, que seriam escolhidos pelos próprios correntistas. O banco também afirma praticar taxas de juros e tarifas mais baixas em comparação com as grandes instituições financeiras do país.

## Produtos e Serviços
Desde o seu lançamento, o Left Bank oferece um portfólio de serviços financeiros digitais, que inclui:
- Conta de pagamento digital
- Transferências via Pix
- Clube de benefícios com descontos
- Maquininha de cartão para pessoas físicas e jurídicas
- Ferramentas de cobrança (links de pagamento e boletos)
- Concessão de crédito (prevista no plano de negócios)[2]

## Recepção e Controvérsias
A criação de um banco com um posicionamento político explícito gerou reações diversas na imprensa e no debate público.
A publicação Hora do Povo, ligada a correntes de esquerda, publicou um editorial crítico à iniciativa, questionando a associação de seus fundadores com o mercado financeiro e classificando o projeto como um "social-especulativismo". O artigo levanta dúvidas sobre a compatibilidade entre os ideais de esquerda e a atividade bancária, tradicionalmente associada à especulação de capital.
Em 2023, foi noticiado que a Comissão Parlamentar de Inquérito (CPI) que investigava o Movimento dos Trabalhadores Rurais Sem Terra (MST) pretendia investigar as operações do Left Bank, devido às suas ligações declaradas com movimentos sociais e sindicais.